# Per Jönsson Hellbom Lindgren
Per Jönsson Hellbom Lindgren, född omkring 1685 i Norge eller Sverige, död 25 oktober 1760 i Helsingborgs stadsförsamling, var borgare, soldat, häktmakare och hästhandlare som blivit en viktig person när det gäller resandefolkets ursprung. Han är omskriven i litteraturen, bland annat i akademiska avhandlingar som Zigenarna och deras avkomlingar i Sverige (1944) av Allan Etzler, Adam Heymowskis Om ”tattare” och ”resande” (1955) och Anne Minkens Tatere i Norden før 1850. Sosio-økonomiske og etniske fortolkningsmodeller. Han är även en av huvudpersonerna i Urban Lindqvists bok Han kan ju icke med hustru och barn krypa under jorden. Resandeliv i 1700-talets Sverige (2022).

## Biografi

### Bakgrund
Hellbom var troligtvis son till borgaren, häktmakaren och rådmannen i Hjo "Jöns Jönsson i Södergården" och halvbror till romen Jakob Helsing.  Han berättade för sorenskrivaren i Gauldal, Norge 1728 att han var född i Vänersborg och att fadern varit fransman. Vid ett förhör i Stockholm tidigare det året nämnde han sig som född ”af hächtmakare-föräldrar” och berättade att båda föräldrarna ”warit Ziguener”. Farfadern, Jöns Olofsson, hade varit borgare i Bogesund (nuvarande Ulricehamn) fram till år 1660, då det framkommer av mantalslängden att han därefter flyttat till Hjo. Enligt Hjo dombok omnämns farfadern som "mycket gammal" när han fick avsked från stadens styrelse 1687.. Hellbom var möjligen dotterson till Jakob Alexandersson Sandersson som var häktmakare och svor sin borgared i Hjo 1679. Jakobs bror, Per Sandersson Skotte, beskylldes som rackare och livnärde sig som kringresande hästhandlare, häktmakare och borgerskap i Växjö och Hjo. Hellboms brorson, Jacob Olofsson Fahlberg, var kopparslagare och stod inför rätta 1728 för kyrkotjuvnad när han greps tillsammans med sitt följe i Skänninge. Rannsakningen visade att Jacob hade rest runt i Östergötland med omnejd och begått stölder.

### Häktmakare och borgare i Bogesund och Södertälje

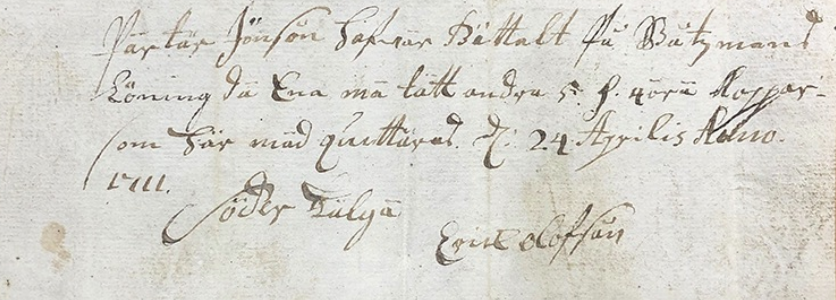
Hellbom Lindgren var under några år borgare i Södertälje. Ovan ses han egen kvittens att han betalt båtsmanslöning i Södertälje, daterad den 24 april 1711. Denna kvittens bar Hellbom med sig när han några år senare greps i Dalarna 1714.

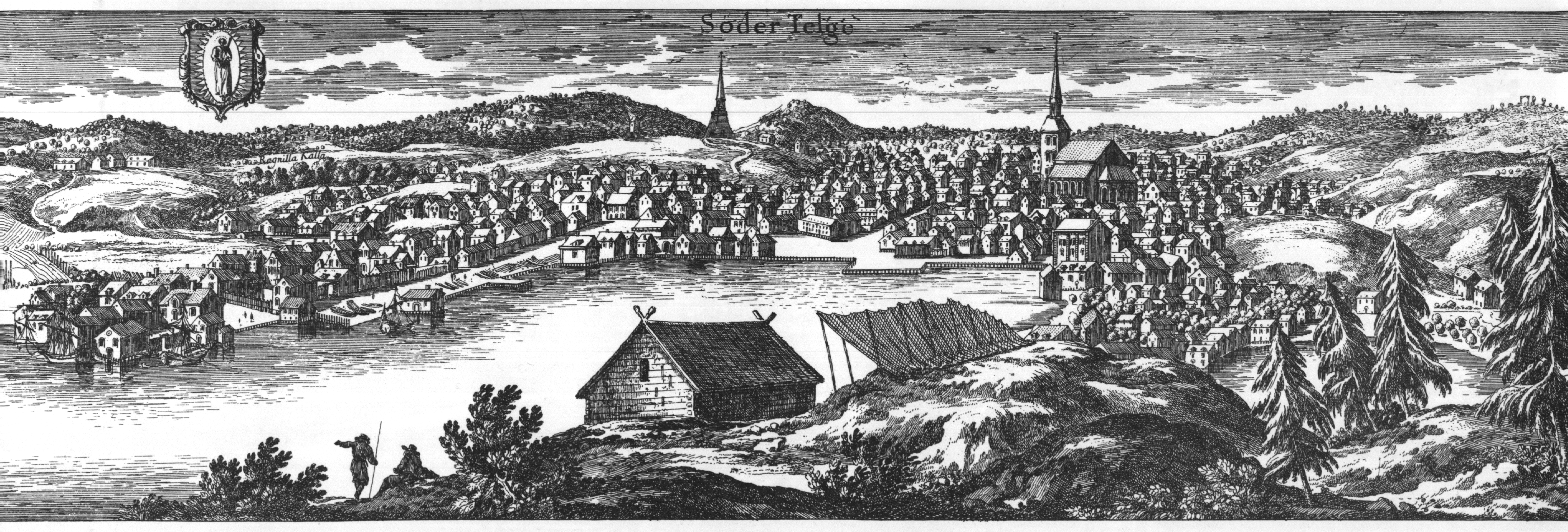
Södertälje i slutet av 1600-talet ur Suecia antiqua et hodierna. Ungefär ett decennium senare antogs romer som borgare i staden. 1709 avlade Hellbom sin borgared i stadens rådstuga.

Det tidigaste kända skriftliga källbelägget för Hellbom är när sonen Axel döptes i Ytterenhörna socken i april 1709. Samma år antogs Hellbom som borgare i Södertälje -  med uppvisat pass från Bogesund. Han uppger sig som mässingsarbetare men i mantalslängden för 1710 noteras han i staden som häktmakare, tillsammans med Peter Lorentsson och svärfar Kristian Larsson. I januari 1711 fick han ett påskrivet intyg av kyrkoherden Nicolaus Lägerbom att han tillsammans med sin hustru, mor och syster vistats och tagit del av nattvarden i Vena församling. Hellbom och hustrun närvarade vid gudstjänsten i Överjärna kyrka i Södermanland. Bevarat intyg visar att paret även tagit del av nattvarden på den stora bönedagen den 21 april 1711. Familjen vistades en period i Härnevi socken i Uppland där familjen tycks haft ett gott anseende eftersom Hellbom kallades för den "hederlige och välaktade borgaren i Södertälje". Han betalade sin årliga båtmansavgift till Södertälje stad 1711 och 1712.
Med anledning av det stora nordiska kriget hade ett dragonregemente förlagts i Södertälje 1713. De hade inkvarterats hos stadens borgare. Dragonerna åtalades för övervåld mot stadens "zigenare", som det uttrycks i rättsprotokollen, i april samma år. Konflikten ska ha uppstått när romerna anklagade dragonerna för att ha misshandlat några båtsmän, och därefter attackerade dem med piskor och värjor på en krog i staden. Dragonerna lyckades fly undan, men bestämde sig senare för att utkräva hämnd. Ett tjugotal dragoner gick hem till romen Peter Lorentssons hus. En av romerna riktade en pistol ur fönstret och började skjuta mot dragonerna. Ingen av dragonerna träffades av skotten, varpå de svarade med att anfalla huset med stenar och sedan bryta upp dörren och misshandla romerna. De romer som nämns vid namn är Peter Lorentsson, hans hustru Susanna Hansdotter och hans gamla mor Elisabet Andersdotter. De övriga sex män som tillhörde romerna namnges inte inför rådhusrätten, men högst troligt var Hellbom en av dem, eftersom han tillsammans med de övriga lämnat staden strax efter rättegången.

### Gatlopp och stölder
Han förhördes med sitt följe 1714 i Falun i Dalarna efter att ha använt sig av misstänkta förfalskade pass. De skulle sedan transporteras till Uppsala för vidare rannsakning. Han uppgav att han var född i Värnamo, Småland, vilket bara var en av flera födelseplatser han angav i förhör under sitt liv. Hellbom reste i sällskap med den romska spåkvinnan Anna Maria Adamsdotter med familj. De hade en nära relation, hon övernattade ibland hos Hellbom och i perioder tog han också hand om hennes dotter Dordi. Adamsdotter nämner flera år senare i förhör att de skilts åt när han tog värvning som soldat. Han dömdes till nio varv gatlopp på Alderholmen i Gävle för att ha rymt från sin militärtjänstgöring. År 1722 hade Anna Maria Adamsdotter stulit en silverkanna och bägare hos en handelsman i Gävle som Hellbom sedan ska ha förvarat. Det framkommer under rannsakningen att Hellbom kände till Anna Marias tilltänkta inbrott. Hellbom förnekade inledningsvis tålmodigt till dessa anklagelser, varefter rätten beslutade för att isolera honom som ett sätt att få honom att bekänna. Denna förhörsmetodik gav resultat då han efter några dagar hämtades upp från arresten för nytt förhör och "med gråtande ögon" erkände sin delaktighet i brottet.  Hellbom dömdes till sju varv gatlopp för medhjälp till stöld och Anna Maria Adamsdotter dömdes till döden. Han fick sitt gatloppsstraff sänkt till fem varv i Svea hovrätt och Anna Maria fick straffet omvandlat till kroppstraff samt utvisning ur landet.

### Soldat vid Hälsinge regemente

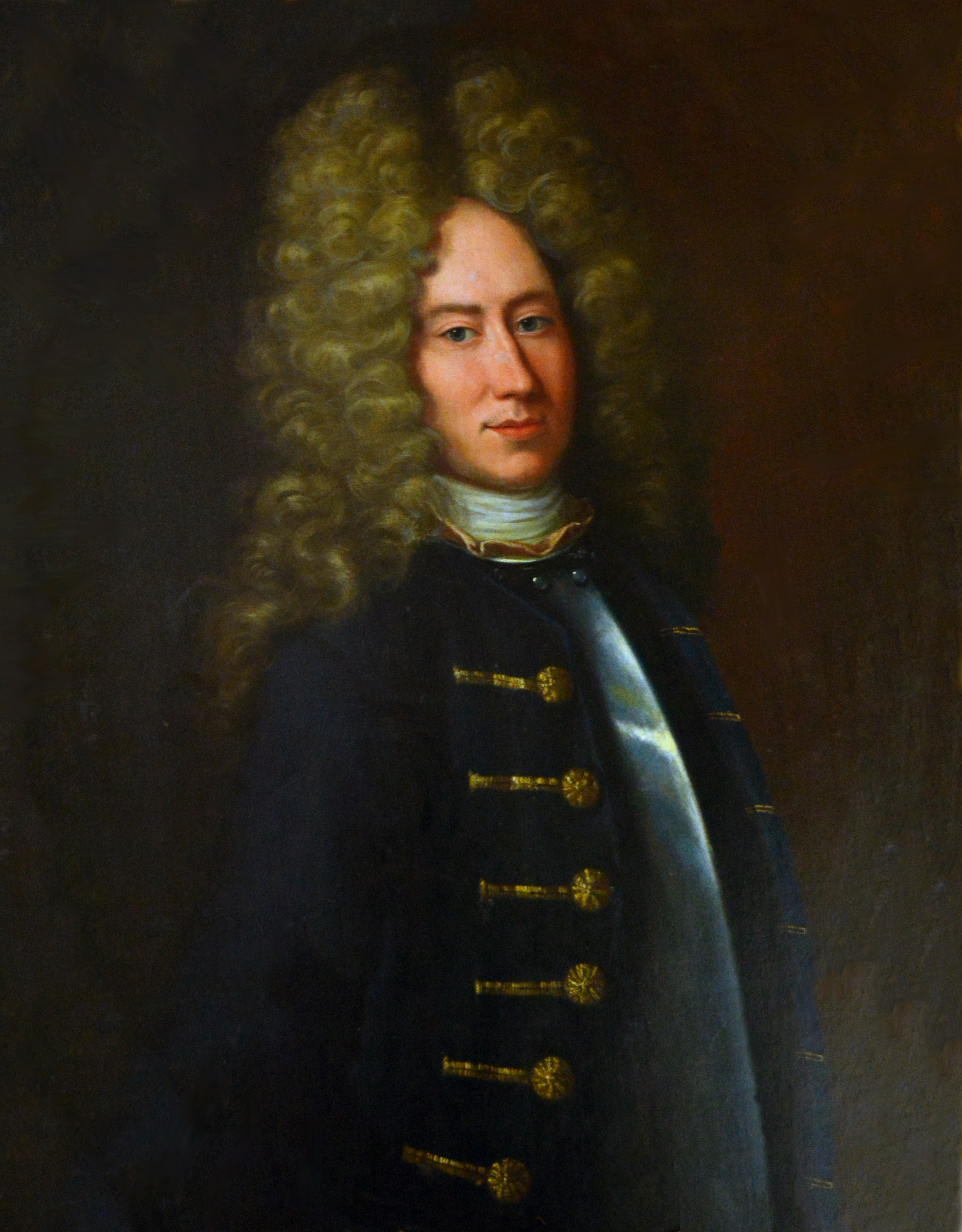
Henrik Magnus von Buddenbrock (1685-1743) var regementschef för Hälsinge regemente där Hellbom under flera år var skriven som rotesoldat. von Buddenbrock ville föravskeda Hellbom från regementet, med anledningen av att han var "zigenare".

Han rekryterades 1714 till Hälsinge regemente, Alfta kompani som rotesoldat och antog efternamnet Hellbom. Han bodde på en gård i Norrbo, beläget mellan Alfta och Bollnäs. I en generalmönsterrulla uppges han vara född i Kalmar, kan inte läsa i bok och kan inget hantverk. Hellbom deltog vid Karl XII:s andra norska fälttåg hösten 1718. Han närvarade vid generalmönstringen med Hälsinge regemente i oktober 1719.
I rättegångsprotokoll framgår att flera resande uppehållit sig hos honom. Deras närvaro besvärade allmogen, då flera klagomål riktades mot Hellbom som reste omkring med ett större "löst anhang". I september 1725 skrev överste Henrik Magnus von Buddenbrock till Krigskollegium om möjligheten att föravskeda Hellbom då han var en "zigenare" och till karaktären ”vanartig och liderlig”. Hellbom tvingades avgå från kompaniet utan avsked och Krigskollegium menade att han aldrig borde antagits som soldat eftersom han var "tattare" eller "zigenare".
Hellbom fick dock ett påskrivet intyg av kapten Hans Phalén som gav honom lovord för sin militärtjänstgöring. I intyget står följande: 
| ” | Såsom soldaten Per Jönsson Hallbom kommer nu att avgå ifrån kompaniet i anledning av Kungl. Krigskollegiums brev av den 17 september sistlidne för den orsak skull att denne är en zeugener eller tattare, alltså förvises denne ifrån kompaniet utan avsked. Men lämnas han det beröm att allt sedan han i augusti 1714 blev soldat under Hälsinge regemente och Alfta kompani hållit sig väl uti alla de stycken som honom befallt blivit, vilket härmed av mig efter befallning attesteras. | „ |

### Gripandet i Örebro och rannsakningen i Stockholm

Conrad Ribbing (1671-1736) framförde i sin skrivelse till Överståthållarämbetet i Stockholm förslag på hur Hellbom med sin familj på bästa möjliga sätt kunde utvisas ur landet till Ryssland.

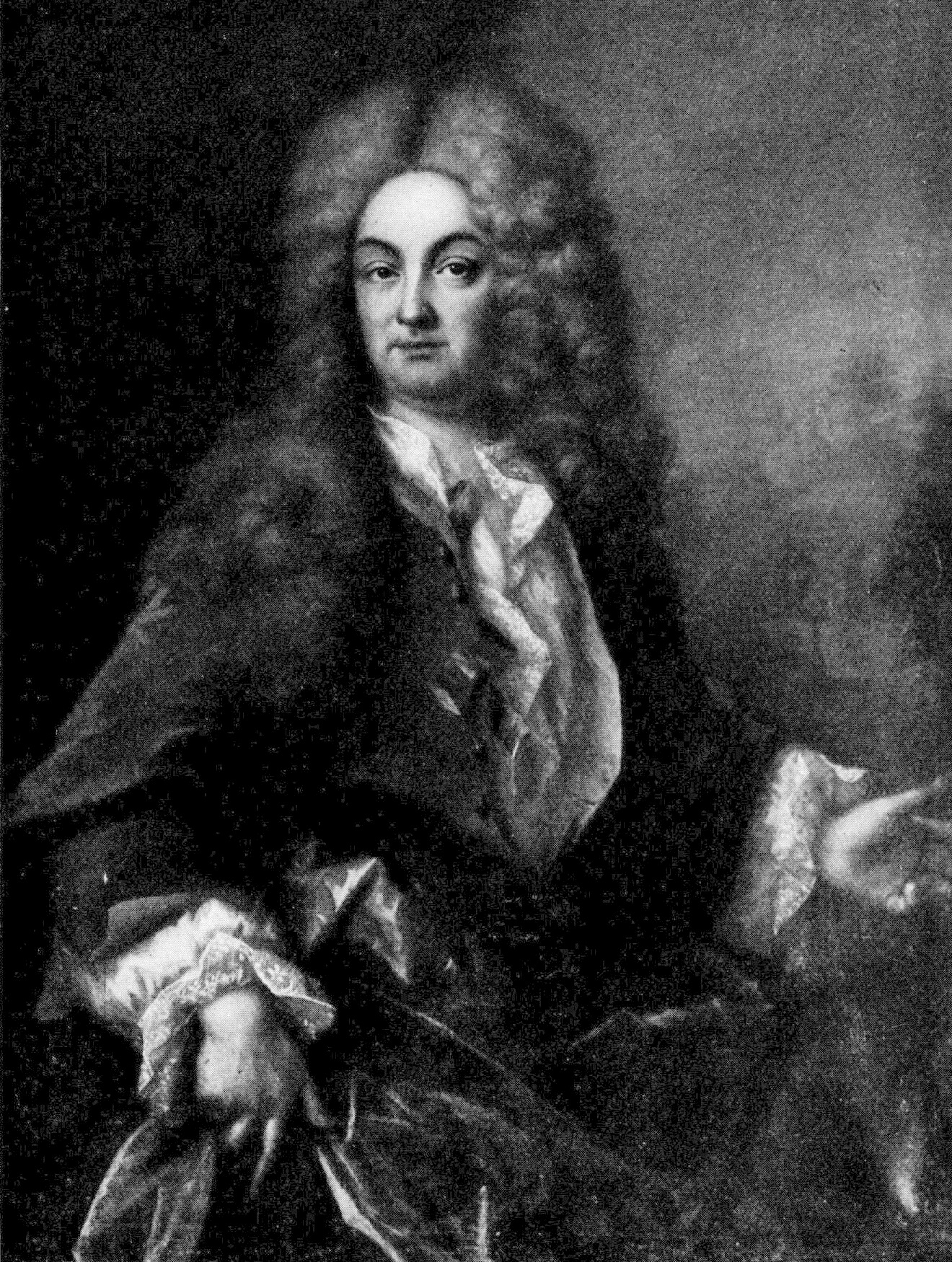
Ernst Johan Creutz (1675-1742) anförde en hårdför agenda gentemot Hellbom under rannsakningen i Stockholm 1728. Han menade att "zigenarna" var en står plåga för landet och borde därför deporteras.

Det framkommer att Hellbom var anförare till ett “zigenarfölje”. Han fick utfärdat pass i Örebro i januari 1728 med avsikten att resa runt tillsammans med sin familj för att finna uppehälle. Några dagar senare befann sig familjen i Västerås där de fick godkännande att resa runt i Västmanland, sedermera återfanns familjen i Uppsala. I de påskrivna passen anmärks tydligt att de fått resa runt med motkravet att de på ett ärligt vis finner försörjning och inte inkräktar på den övriga befolkningen. Allt fler klagomål inkom till landshövdingen att ett större sällskap "zigenare" misstänkts stulit hästar, pengar och en silverbägare i Södermanland. Efterlysning och ordergivning om att gripa Hellboms följe kungjordes och i maj 1728 greps familjen i närheten av Svartå bruk och fördes till landshövding Conrad Ribbing i Örebro. Ribbing skrev till överståthållarämbetet att ett “zigenarfölje” på 36 personer skulle sändas till Stockholm för vidare förhör. Han framförde förslag hur "zigenarna" kunde utvisas via sjövägen till Finland och därefter vidare till Ryssland, hänvisat till Kungl. Maj:ts förordning.
Ribbing överlät ansvaret till myndigheterna i Stockholm och med fångtransport och bevakning anlände följet till huvudstaden där förhör inleddes vid slottskansliet den 13 juni. Hellbom utpekades som "zigenarnas" vältaliga ledare och uppvisade ett skriftligt bevis på att han i över tio år tjänat som soldat vid Hälsinge regemente. Han berättade att han helst ville slå sig ned någonstans och ägna sig åt hästhandel och häktmakeri och undvika förföljelse gällande att han är "zigenare". I förhörsprotokollen står det att han "klagar mycket" över den orättfärdighet han och familjen fått utstå. Han står tydligt upp för sina rättigheter och ansåg sig ha blivit diskriminerad, samt menade att han inte ska behöva lida för att föräldrarna varit "zigenare". Hellbom yttrade meningen: "han kan ju icke med hustru och barn krypa under jorden, med mera som hans ord lyda". Han var även öppen för att bli antagen som soldat igen om något regemente var intresserad av hans tjänster. Han framhävde sitt missnöje med att han fått sparken från Hälsinge regemente, detta till trots att han följt ordergivningar och deltagit i det norska fälttåget 1718.
Under förhöret kartlades släktskapsrelationerna i följet. Samtliga talade begriplig svenska, förutom Hellboms svärdotter Annicka Hindricksdotter som bröt "af tyskan på norska". Hon var den enda som uppgavs vara född utanför Norden då hon sades vara född i Hamburg av en fransk fader och tysk moder, vilka emellertid båda "voro zigenare". Hon beskrev sin vandringsväg genom Jylland till Skåne, sedan vidare till Norge. Hon vandrade sedan via det norska fjället till Hälsingland där hon gifte sig med Hellboms son Johan. Hellbom, två av hans söner, svärdottern Annicka Petersdotter och hennes syster Kerstin uppgav samtliga vara födda i Trondheim.
Utöver fokuset på gruppens familjesituation och huruvida de var av romsk härkomst, läggs stor vikt i rättsprotokollet vid att beskriva deras utseende. Hellbom beskrivs se ovanligt bra ut för att vara "zigenare" med förhållandevis "gott ansikte" och "wäl nog mörka hår men eij just så ziguenisk mine". Hans syster Margareta beskrivs däremot som "hel swartaktig som en criol".  Hellboms båda svärdöttrar beskrivs ha "swartaktig hy". Annicka Hindricksdotters händer och ansikte beskrivs som "grovt svarta". Annika Petersdotter berättade att hon var född i Trondheim av norska föräldrar som dock varit av "Zigenisk extraction”. Rätten betvivlar inte att hon var rom med anledningen av hennes mörka utseende och tillägger i protokollet: "dennes swartaktiga hy och ansikte intyger". Soldaten Staffan Grönholt påstod sig vara född till en norsk far och finsk mor, men beskrivs av rätten som ”helt swart med swarta hår”. Hellboms två äldsta söner beskrivs båda ha "wackert ansikte" och svartbrunt hår.
Direktiven var tydliga, om de påträffas i landet skulle de bli straffade, med hänvisning till tattarförordningen från 1662. Riksrådet Ernst Johan Creutz menade att de borde utrotas och fördrivas då han ansåg romerna enbart ”drifwa kring landet” och vara en stor plåga för folket. Riksrådet Gustaf Bonde framförde sin åsikt att förhindra romerna deras kringresande livsstil med att genom hårt straffarbete och undervisning i den evangeliska läran göra dem till nyttiga medborgare.
Riksrådet Carl Gustaf Hårdh betraktade det inledningsvis otänkbart att utvisa de som var födda i Sverige, utan ville istället ge de möjligheten att bli skattebetalande borgare i “dem tillförordnade städer”. Hans inställning ändrades dock under rannsakningen och föreslog därefter att de skulle utvisas till svenska Pommern och därifrån vidare till tyska områden. 
Slottsfogden Anders von Drake klagade på de dyra kostnaderna som medförde att hålla "zigenarna" frihetsberövade, eftersom utgifterna tog hårt på budgeten, önskade han därför att rannsakningen skulle påskyndas.
Hellbom skrev en nådeansökan med anledning av gripandet där han framhävde sina tankar gällande att inte enbart bli bemärkt som "zigenare" utan istället som en lydig undersåte. Han vidare understryker att han under många år tjänat väl i den svenska militären och att han var en kristen människa som tagit del av nattvarden. Han uttryckte hoppfullhet att sina många trogna år inom det militära skulle få honom benådad från att utvisas ur landet. Han förklarade också sönerna som villiga att gå med i den svenska hären om de fick stanna kvar i landet. 23 juli 1728 lästes dennes nådeansökan upp inför riksrådet, men detta hjälpte föga då ett beslut redan fastställts i ärendet och därför valde rådet att inte ta upp frågan igen.
Hellbom med familj transporterades med bevakning från Stockholm till Gävle i avsikten att de skulle bosätta sig där i länet. Av någon anledning tycks Hellbom med familj tackat nej till att slå ner sig någonstans, troligtvis på grund av att de inte fick lämna de städer de skulle bli placerade i, vilket skulle påverka deras kringresande livsstil och kulturella identitet. Landskansliet beslutade därför att de skulle landsförvisas över till Norge, vilket de blev den 2 september 1728 när de ankom till den norska gränsen i Undersåker.

### Förhören i Norge
Den bevakade transporten från Gävle till Norge tog nästan en månad. Vid gränsen informerades att samtliga i familjen skulle hängas om de vände tillbaka till Sverige. Från gränsen tog Hellbom med familj vägen till Trondheim. I oktober fick Hellbom utfärdat pass till Christiania, tillsammans med sin fru och sönerna Johan och Axel. De ankom senare till en gästgivaregård i Melhus där de sedermera blev konfronterade av löjtnant Christian From. Han anade misstanke om följet, som vid detta tillfälle bestod av 18 personer. Sällskapet arresterades emedan endast fyra stycken kunde uppvisa pass. Allmogen hade dessutom klagat på att de hotat till sig mat och stulit diverse saker. Vid rannsakningen upptäcktes att passet som utfärdats från Gävle, skriftligen påvisade att familjen blivit utvisade från Sverige med anledningen att de var "zigenare". Under förhöret utfrågades Hellbom varför han blivit utvisad från grannlandet. Han svarade att de svenska myndigheterna betraktade honom som "zigenare". På frågan om han var av "zigensk nation" svarade Hellbom nej, han rättfärdigades som född i Vänersborg till en fransk far som ägnat sig åt mässingsarbete. Han förnekade även att hustrun var "zigenare" då hon enligt Hellbom var född i ”Christiania ved Gammelbyen". Hon nämnde dock i förhör att hennes far var av ”tartare nation”.
Två av Hellboms söner, Johan och Fredrik, tillbakavisade att de var "zigenare" utan uppgav istället för rätten att fadern var fransman. Flera vittnen anmärkte inför tinget att följet tiggt om mat och husrum och försvunnit utan att betala för sig. Vid ett tillfälle hade sällskapet stulit en hatt och istället lämnat kvar en äldre hatt när de fått husrum hos en bonde. Under förhören vid tinget uppdagades att den försvunna hatten satt på huvudet på Hellboms då 10-åriga son Peter. Det rapporterades även om deras inblandning gällande en våldsam uppgörelse kring ett hästbyte. Löjtnant From meddelade i sin skrivelse till stiftsamtmannen Benzon att Hellboms följe är en "komplott av Tartarer" som driver omkring och hotar allmogen för att få mat. Efter förhören i Melhus transporterades sällskapet med fångvakter till Trondheim där de hölls fångna fram tills de landsförvisades tillbaka till Sverige.

### Deportationer till Pommern

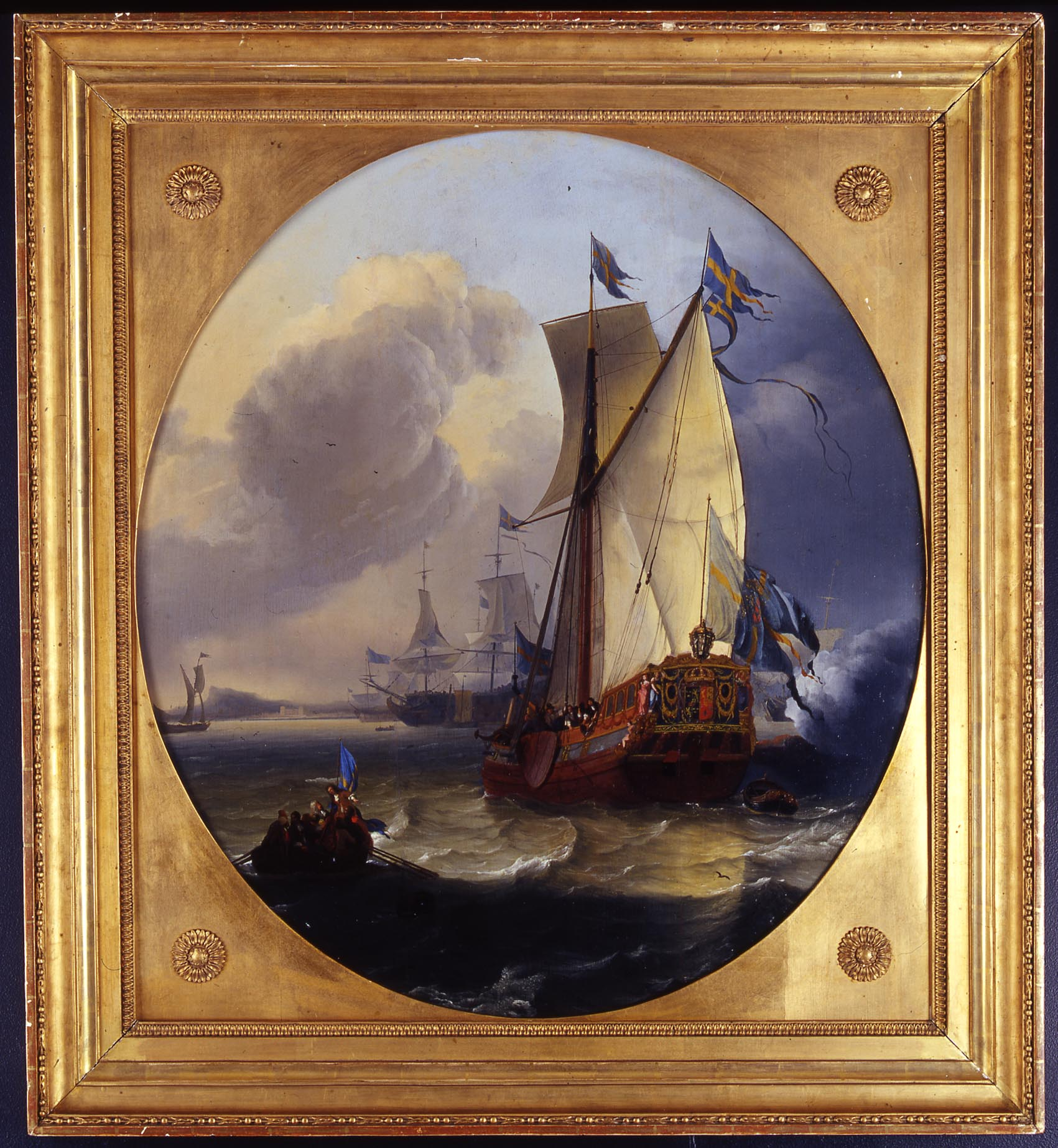
Målning föreställande postjakten Hiorten. Hellbom med sin familj transporterades med ett liknande postfartyg när de för andra gången blev deporterade till Pommern. De klev ombord på fartyget Freden vid skeppsbron i Ystad i oktober 1733.

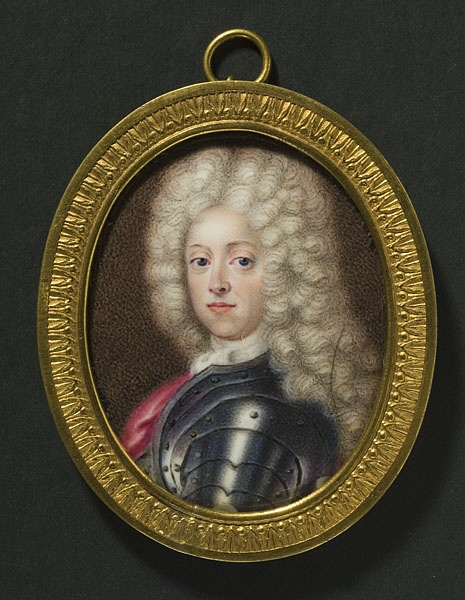
Carl Gustaf Bielke (1683-1754) var landshövding i Västernorrlands län när Hellbom och de övriga "zigenarna" hölls fångna i väntan på deportering till Pommern 1729.

Situationen var ansträngd för familjen. De hade nu på kort tid blivit landsförvisade ur både Norge och Sverige. Nästintill omgående när familjen förvisades över gränsen från Norge greps Hellbom med sitt följe i Jämtland. De kallades in till ytterligare förhör i december 1728, där Hellbom fick redogöra för varför de vågat återvända till Sverige trots de straff som väntade. Han förklarade då att de hade omhändertagits av norska myndigheter och hållits frihetsberövade i Trondheim, där de satt fängslade på vatten och bröd. Han hävdade att han inte var önskad i landet eftersom de norska myndigheterna fått reda på hans deltagande för den svenska sidan under fälttåget mot Norge 1718. De blev sedan förvisade till gränsen över till den svenska sidan och hotades med stränga straff om de återvände till Norge. Sällskapet bestod vid det tillfället endast av elva personer, vilket tyder på att de medvetet delat upp sig för att undvika myndigheternas uppmärksamhet. Hellboms två vuxna söner, Johan och Axel, lyckades denna gång undvika att bli gripna, tillsammans med sina hustrur och barn.    
Vid förhöret på Frösö fånghus vid Vallsundet i Jämtland uppgav Hellbom helt andra uppgifter om sin födelseort i Norge. Han redogör att han föddes i ”Gammelbyn” i Christiania - men flyttade till Sverige vid tidig ålder när fadern erhöll burskap som borgare i Hjo. Vid en jämförelse av förhöret med denne bara året innan i Stockholm, framgår tydligt att han angett felaktiga uppgifter, vilket tycks ha varit en medveten strategi för att vilseleda myndigheterna. Hellbom blev under förhöret tillrättavisad gällande att han inte tidigare bosatt sig i Västernorrland. Han svarade att han trodde han skulle få bli i Norge och ville nu istället flytta till Finland. En kvinna i sällskapet blev särskilt ifrågasatt av förhörsledarna, då de misstänkte att hon var av svensk härkomst. De uttryckte sin förvåning över hur hon hade kunnat slå sig ned tillsammans med "dessa zigeuner", som de själva formulerade det. Redan i januari 1729 föreslog kung Fredrik I att dessa "11 stycken Ziguener" skulle deporteras med fartyg till svenska Pommern när det blivit isfritt på havet. I Gävle hade samtidigt 15 personer tillfångatagits, däribland Hellboms son Kristian och dennes svärfar Peter Lorensson. Myndigheterna fastslog att detta var samma slags folk som Hellboms "tattarfölje" och därför skulle även dem fördrivas till Pommern. Landshövding Carl Gustaf Bielke ansvarade nu över de tjugosex frihetsberövade "tattarna" innan de skulle sändas ur landet. Hellbom och Peter Lorentssons familj skulle denna gång deporteras med handelsfartyg från Stockholm till Wolgast, Pommern i juni 1729, eftersom myndigheten fastslagit att de var "zigenare". Delar av familjen var åter tillbaka i Sverige redan i januari 1732 när ett barnbarn till Hellbom döps i Odensjö, Kronobergs län. Sonen Kristian och hustrun Brita Pettersdotter anges i födelse- och dopboken vara från Göteborg. Sönerna, Axel och Johan, erbjöd sina tjänster inom det militära i Kristianstad, men hänvisades istället till garnisonen i Malmö. Med utfärdade pass ankom de båda bröderna till staden ungefär två veckor senare. Med sig på resan hade de sina fruar och barn och sina båda föräldrar och följet bestod vid detta tillfälle av nitton personer. Även brodern Kristian med hustru och barn ingick i sällskapet. Kristian hade bara någon månad tidigare rymt från garnisonsregementet i Göteborg.
Hellbom med familj ställdes inför rätta vid kämnärsrätten i Malmö i september 1733. De satt frihetsberövade i stadens fästning innan förhören av de tilltalade skulle inledas. Hellboms utseende och klädsel beskrivs i protokollet: "Till staturen undersätsig, något lång, med svart långt krusat hår och stora mustascher, mörkblå ögon, rundlagt ansikte". Han var klädd "uti gråaktig väst med mässingsknappar  uti, skinnbyxor, vita strumpor, skorna med remmar sammanbunda".
Efter rannsakningen av familjen utfärdade landskansliet skrivelser till berörda myndigheter att hela följet återigen skulle utvisas till Pommern. En tydlig motivering vad gäller deportationen av familjen Hellbom var den sammanslagna synen på familjen att de "liknade ett zieguenerparti". Måndagen den 5 oktober 1733 klev Hellbom med sin familj ombord på postjakten Freden vid skeppsbron i Ystad för vidare deportering till Pommern.
Det är oklart när familjen Hellbom återvände till Sverige, men sönerna Axel och Kristian återfinns som rotesoldater vid Kronobergs regemente 1735. Kristian värvades året därpå till garnisonsregementet i Göteborg, tillsammans med brodern Peter. Enligt ett avskedspass från 1737 hade även Hellbom tagit värvning vid regementet. Han står dock inte inskriven i rullorna, men enligt ett intyg från garnisonspastorn hade han uppfört sig väl under sin tid i Göteborg.

### Kyrkostölden i Sjogerstad

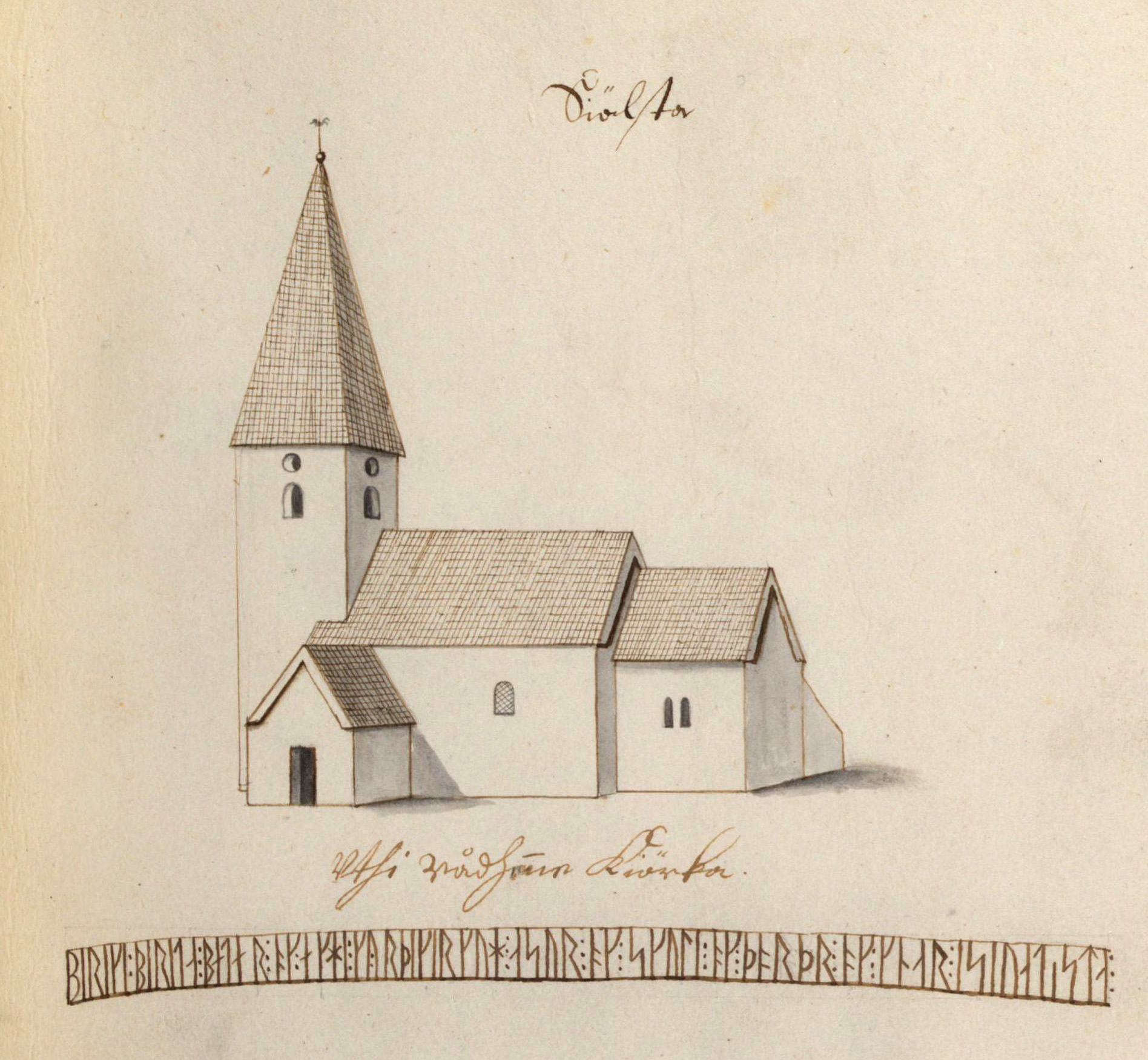
Hellbom med sin familj anklagades för att ha stulit värdesaker i Sjogerstads kyrka 1741. Bilden visar medeltidskyrkan på teckning omkring 1670.

Hellbom och sitt "kringstrykande parti" åtalades för kyrkostöld natten mellan den 9 och 10 augusti 1741 i Sjogerstads kyrka. Kyrkoherden upptäckte skador på kyrkporten och att någon brutit sig in genom kyrkans korfönster. Sedan hade dörren till sakristian brutits upp med hjälp av järnstänger. Det hade stulits pengar, en tennskål och diverse silverföremål. I rannsakningen framkommer att familjen Hellbom hade blivit förpassade från Göteborg och ankom till Häggum den 8 augusti där de i två dagar övernattade i en lada som ägdes av soldaten och torparen Jon Käck. Följet reste sedan vidare norrut men greps som landstrykare vid Hene gästgivargård och transporterades med anledning av detta till landskansliet i Mariestad. De ställdes sedermera inför rätta vid Gudhems häradsrätt. Enligt förhöret blev Hellbom först "mycket häpen" men sedan lättad när han fick höra vad familjen var misstänkta för, eftersom han visste att han var oskyldig till kyrkostölden.
Utöver stölden anklagades kvinnorna i familjen för spådom och signeri. De hade vandrat omkring runt granngårdarna och utgett sig för att kunna bota böndernas boskap och förutspå framtida olyckor. Hellboms fru Anna Maria begärde tobak till sin pipa av bonden Jöns. Jöns förklarade för kvinnfolket att han inte ägde någon tobak, varpå Hellboms fru då förklarade att bondens familj drabbats av tidigare olyckor och erbjöd därefter att frigöra ondskan som drabbat gården. Hon bad om att få ett glas med vatten och därefter placerade hon tvinntråd i glaset som hon hade knutit ett antal knutar på. Hon tog sedan upp tråden med en kniv och alla knutarna var då borta, likaledes olyckan enligt Anna Maria. Hon fick en höna och en kudde som gåva av bondefamiljen. Hellboms sonhustru Florentina Hultqvist hade erbjudit bönderna i socknen sina tjänster till att avvärja ondska i utbyte mot pengar, mat och kläder. Hon hävdade att de hade drabbats av olycka två gånger, samt om det skulle inträffa en tredje gång skulle husbonden bli sängliggande i ett år och spotta blod. Med grädde spådde hon bonden i handen och strök en kniv flera gånger över grädden så att den sedan blev röd. Hellbom med sin familj friades från dessa anklagelser vid urtima ting senare samma månad. De blev ett par månader senare även frikända av Göta hovrätt.

### Soldat vid Hamiltons regemente
Under senare delen av sitt liv antog Hellbom namnet Per Lindgren när han antogs som soldat vid Hamiltons regemente, Granatenhjelms kompani. Han närvarade vid mönstringen i augusti 1742. Han uppges i mönsterrullan vara 40 år gammal från Västergötland, mässingsarbetare till yrket och tidigare tjänat som soldat vid Hälsinge regemente. Han uppgav felaktig åldersangivelse när han skrevs in, då han rätteligen var en bra bit över 50 år när han antogs som soldat. Sonen Gert skrevs in i rullan samma år som 18 år gammal. En stor andel av soldaterna vid det Hamiltonska regementet tillhörde resandefolket, vilket den kulturhistoriska författaren Johan Christopher Georg Barfod senare berättar om 1791: "Zigenarena utgjorde en helt egen nation och bestod av sådant avskum, som beständigt mot stadens borgerskap utövade stölder och ofred". Regementet hade vid sitt upprättande en bestämmelse att vid varje kompani endast rekrytera tio man av "främmande nation", men kompaniet i Varberg bestod av betydligt fler resande.
Kompaniet var under stora delar av året generösa gällande permissioner, vilket säkerligen passade de resande förträffligt eftersom de med giltiga pass kunde fortsätta bedriva handel obehindrat. Överste Axel Patrik Thomsson klagade över att soldaterna vid kompaniet ofta var permitterade och beskrev kompaniet som "en hop av de vaganter som tillförene varit häktmakare, krämare, hästhandlare, med ett ord, ett sådant folk som varken aktar Gud eller människor".
Regementet låg förlagt vid Varbergs fästning och var under flera år en viktig samlingspunkt för många resande, vilket flera giftermål och dop vittnar om. I juli 1742 gifte sig Hellbom Lindgrens dotter Annika med Anders Holmström. Året därpå, i juli 1743, gifte sig sonen Johan Klarin med Maria, och dottern Anna Greta med Abraham Rolin. Hellbom Lindgren anges som soldat när han var dopvittne vid soldaten och glasförarens Petter Hans Laurins dotters dop vid Varbergs fästning 1743. Sonen Axel Ekeberg lämnade regementet 1747 och skrevs två år senare in vid artilleriet i Stockholm.
Hellbom Lindgren uppges fått avsked från regementet 1753 som gammal och sjuklig. När han avled 1760 i Helsingborg av "bröstsjuka" kallas han för avskedade soldaten i död- och begravningsboken. Hans änka hade efter dennes död fått tillåtelse att på egen hand resa runt för att sälja glas i Skåne, Blekinge och Småland.

### Ättlingar

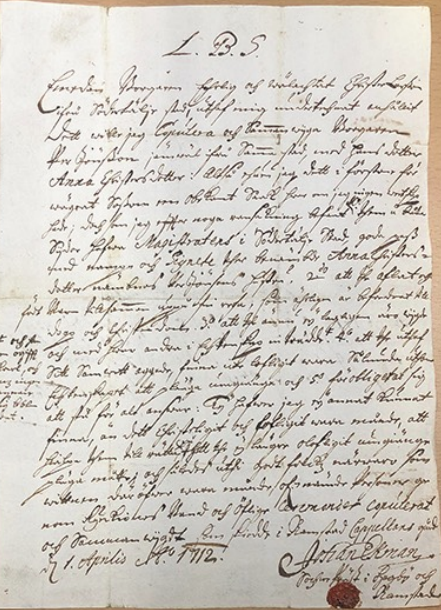
Bevarat attest från Hagby socken och Ramsta nära Uppsala som visar Per Jönsson Hellbom Lindgrens giftermål med Anna Kristiansdotter i Ramsta kaplansgård den 1 april 1712.

Hellbom sammanlevde med Anna Kristiansdotter, med vilken han fick flera barn som uppnådde vuxen ålder. Paret fick tillåtelse att ingå äktenskap i april 1712 i Ramsta kaplansgård. Giftermålet finns inte noterad i Hagby församlings vigselbok, men en bevarad attest daterad den 1 april 1712 intygar detta.
I ett förhör 1714 berättade han att han lärde känna sin fru för fyra år sedan när han var borgare och häktmakare i Södertälje. Anna angav däremot helt andra uppgifter och påstod att de träffades första gången på ”Arbogasidan”. Hellboms fru närvarade som vittne när ett "tattarfolk" vigdes i Söderala i Hälsingland 1715.
När Hellbom åter dyker upp i källorna efter deportationen 1733 kallade sig hustrun för Anna Maria Lorentsdotter. Det är inte säkerställt om Lorentsdotter är samma kvinna som Kristiansdotter. Enligt ett förhör från 1741 uppger Lorentsdotter att hon varit gift med Hellbom i 40 år och att hon är mor till hans barn. Enligt detta förhör har hon en tydlig norsk brytning, vilket inte Anna Kristiansdotter uppgavs haft i Stockholm 1728. Lorentsdotter gifte sig med Hellbom 1746 enligt ett vigselbevis, vilket förefaller märkligt eftersom han gifte sig med kvinnan som kallar sig för Kristiansdotter 1712. Detta styrker teorin att kvinnorna inte är identiska med varandra. Noterbart att Lorentsdotter mördades 1763 av bonddrängen Jon Månsson. Delar av hennes ägodelar ärvdes inte av Hellboms söner utan av hennes angivna son Anders Holmström.
Hellboms son Johan Persson Klarin kallas för "tartaren" när dennes son Axel döptes i Järvsö socken 1725. Hellbom kallas för "tattare" när sonen Gert föddes och döptes i Hammar, Ytterlännäs socken i Västernorrlands län 1726.
Han är anfader till många resande idag. Målle Lindberg och Lenny Lindell är ättlingar till denne omskrivne man enligt en genealogisk utredning.